# 니파야자
니파야자(nypa椰子, 학명: Nypa fruticans 니파 프루티칸스[*])는 종려과의 단형 아과인 니파야자아과(nypa椰子亞科, 학명: Nypoideae 니포이데아이[*])의 단형 속인 니파야자속(nypa椰子屬, 학명: Nypa 니파[*])에 속하는 유일한 종이다.

## 분포
남아시아와 동남아시아, 오세아니아에 분포한다. 라오스, 류큐 제도, 말레이시아, 미얀마, 베트남, 스리랑카, 오스트레일리아, 인도, 인도네시아, 캄보디아, 태국, 필리핀이 원산지이다.

## 쓰임새
수액이 재거리나 야자당을 만드는 데 쓰인다. 수액을 발효시켜 야자술을 만들기도 한다.
잎은 열대 지방의 전통 가옥 지붕을 만드는 데 쓰인다. 어린 잎은 담배를 싸는 데 쓰이기도 한다.

## 사진 갤러리

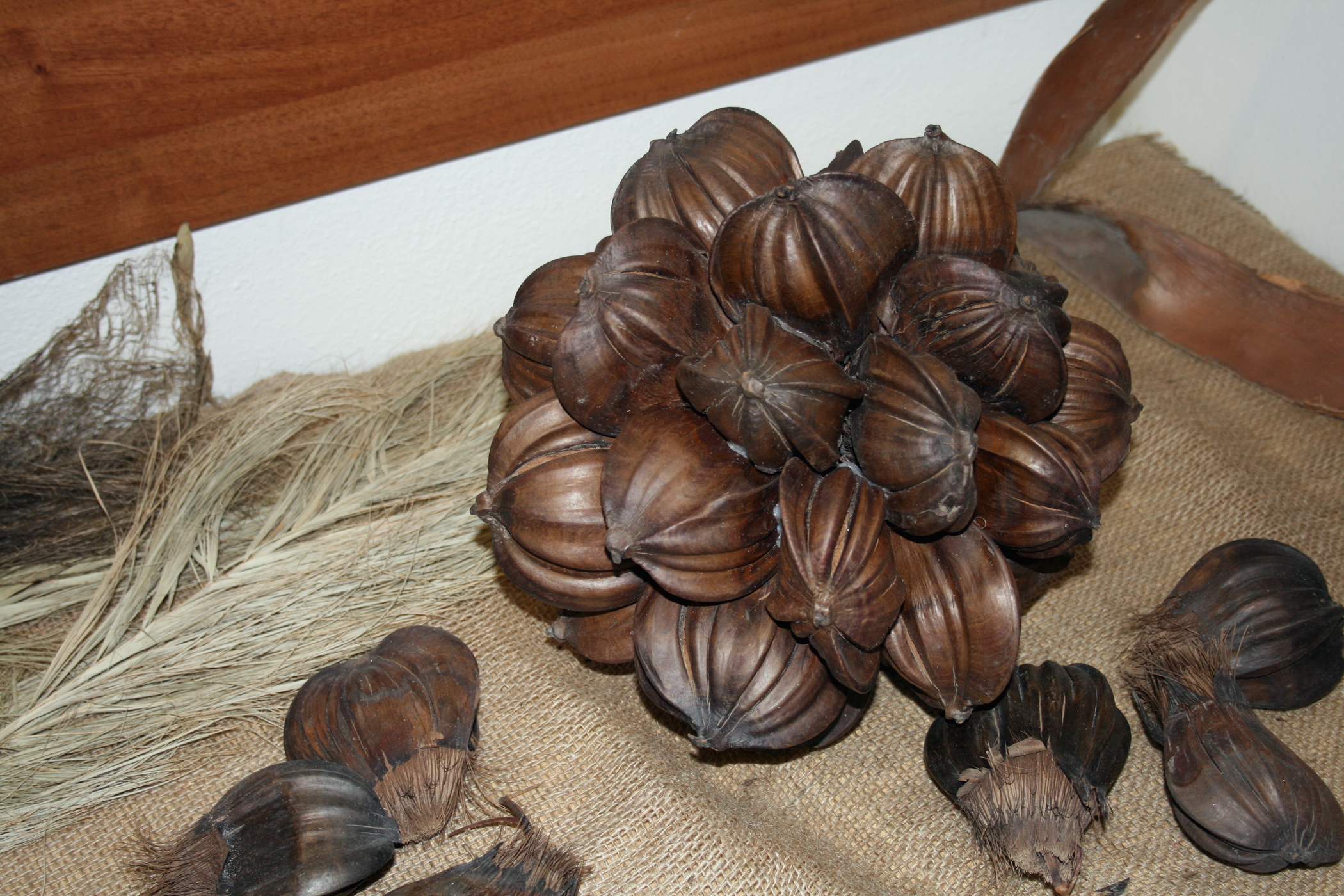
니파야자 열매
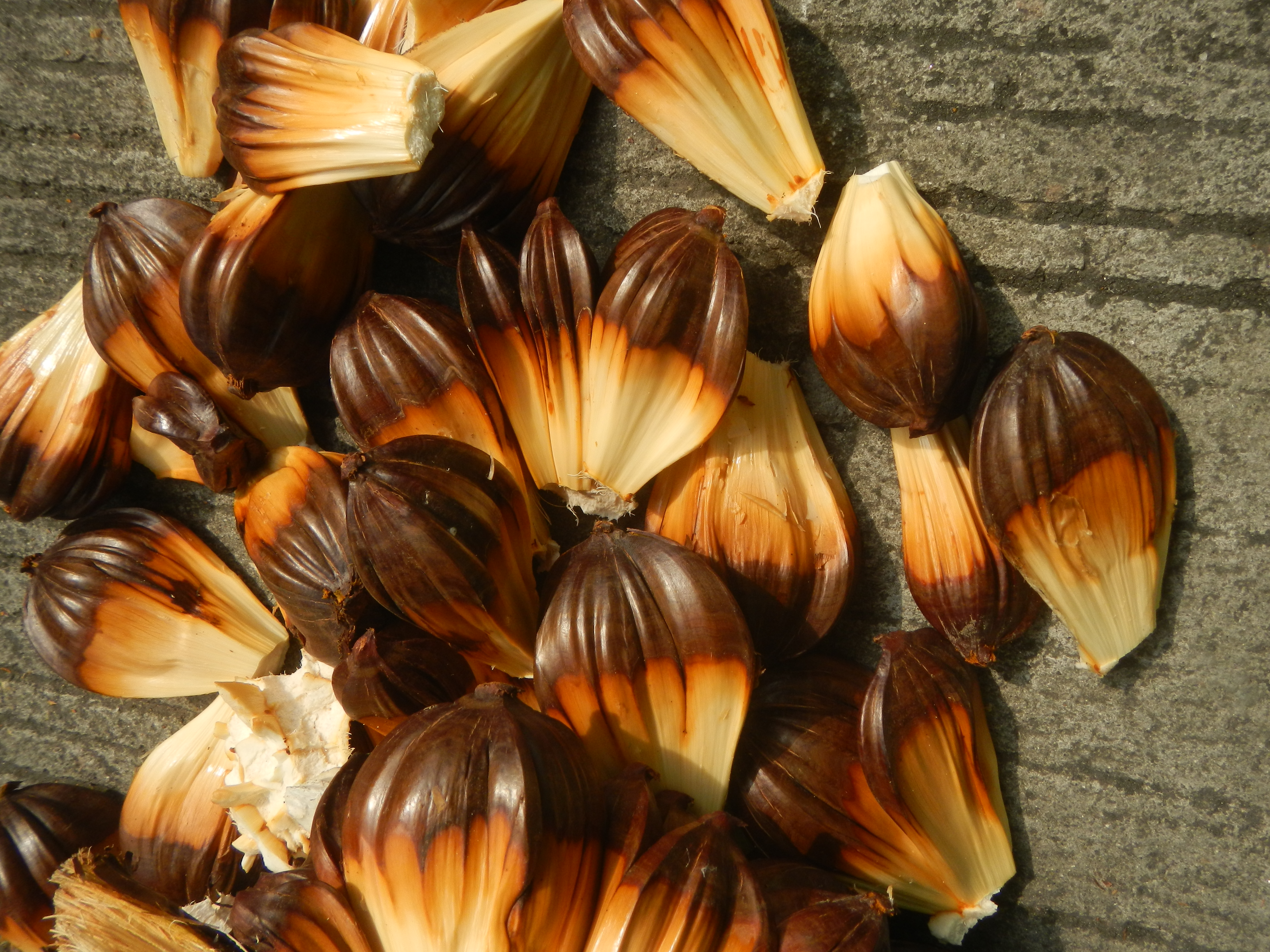
니파야자 열매
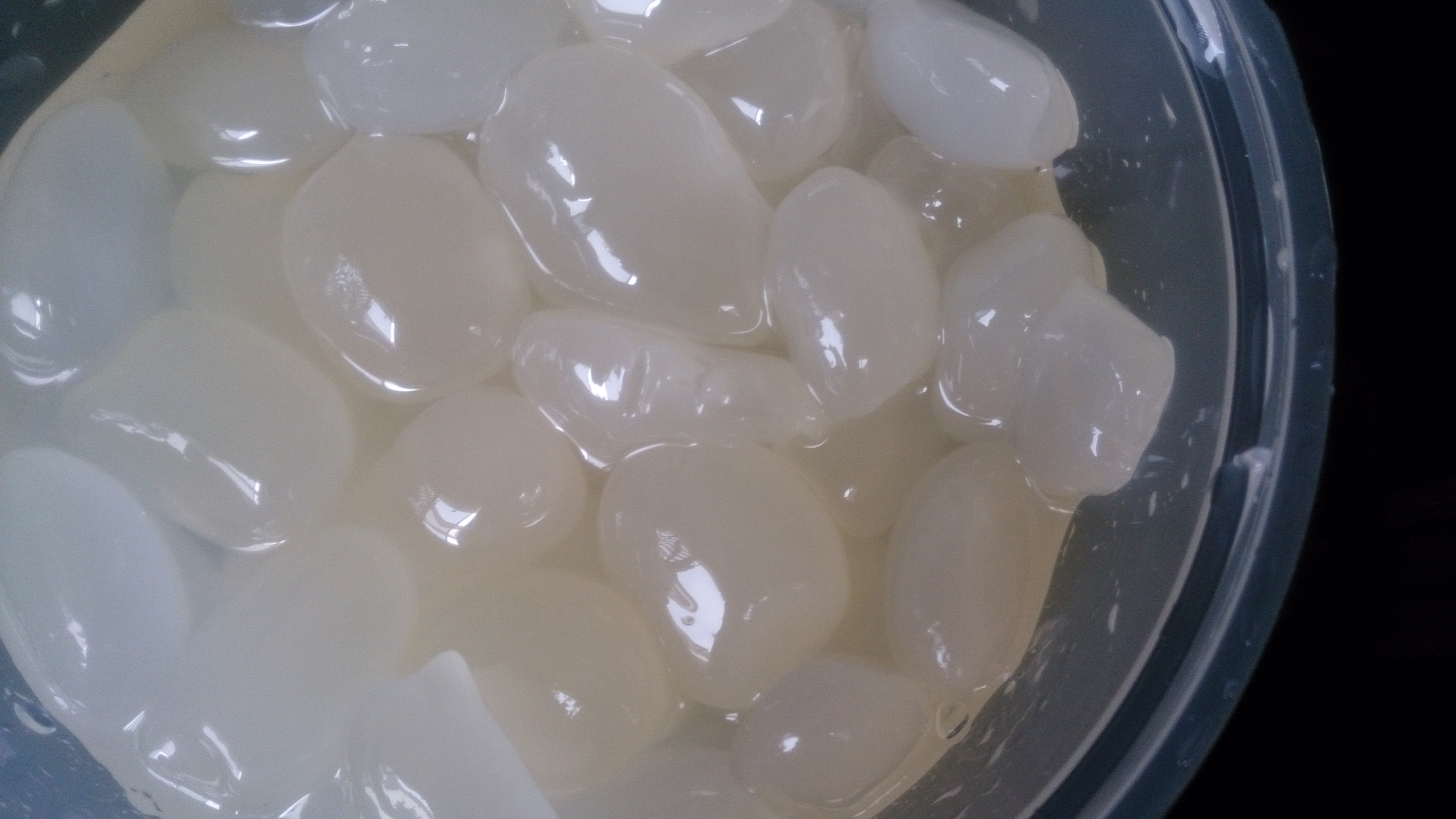
니파야자 열매
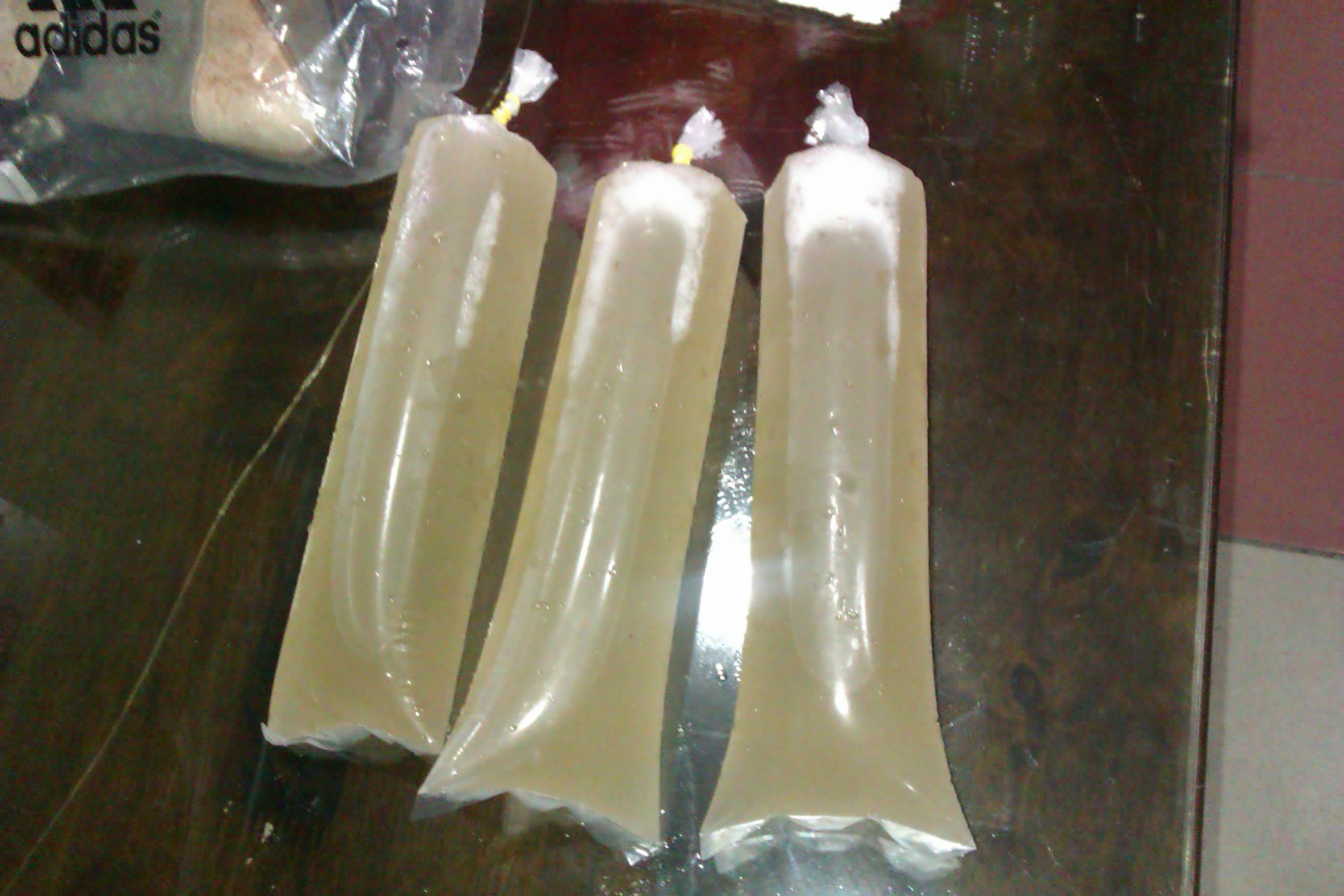
인도의 니라 (야자술)
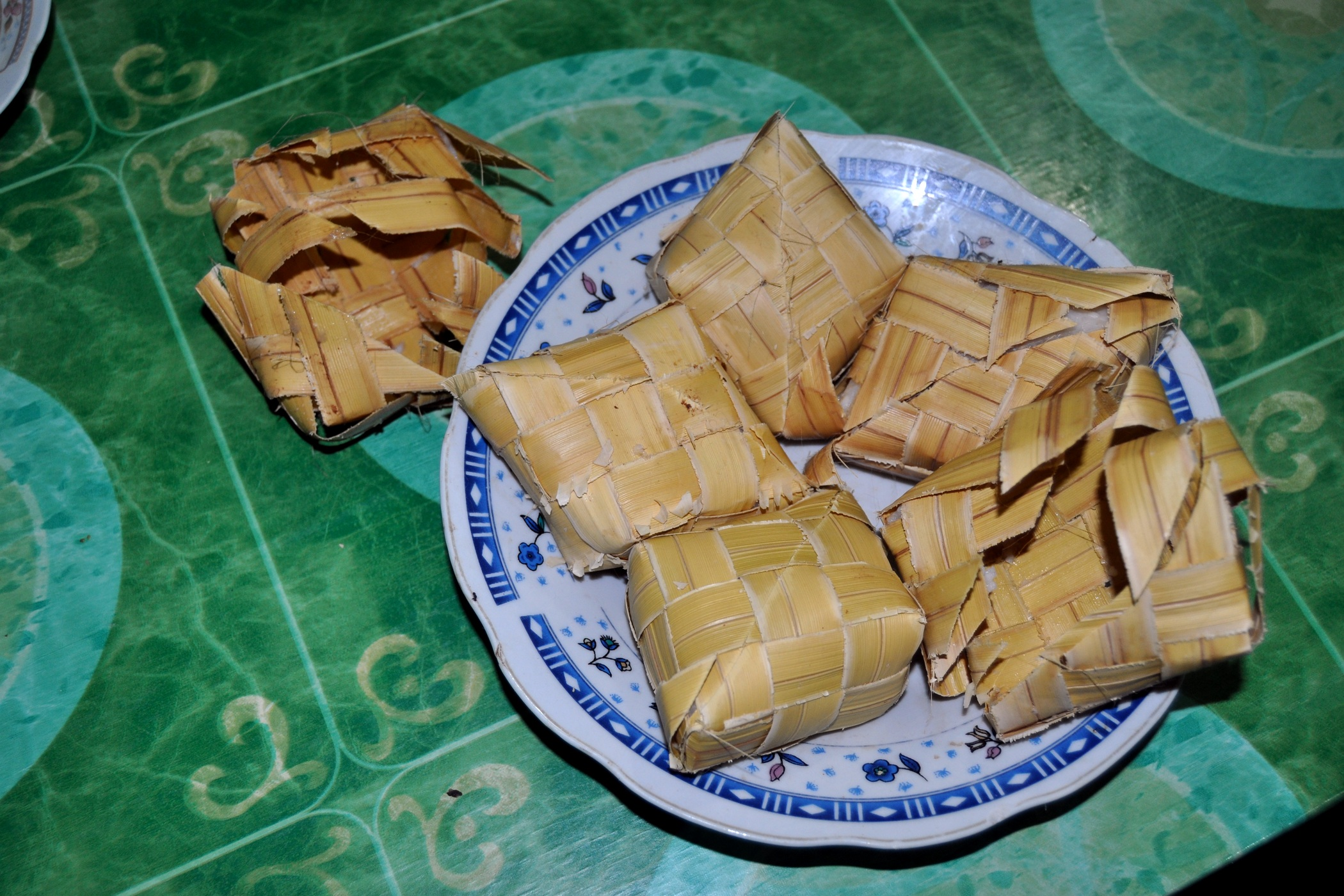
니파야자 잎으로 싼 크투팟
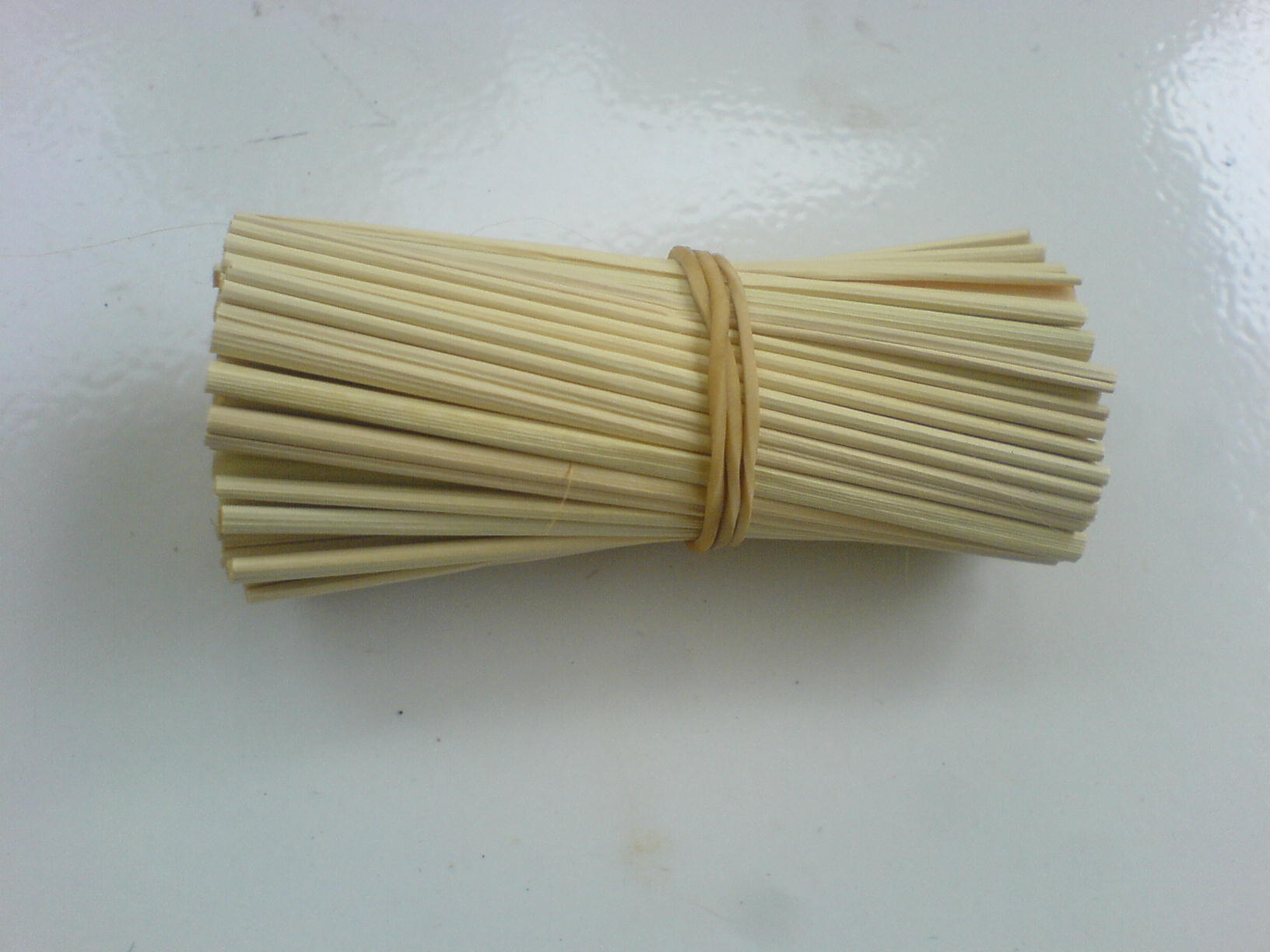
니파야자의 어린 잎으로 싼 담배
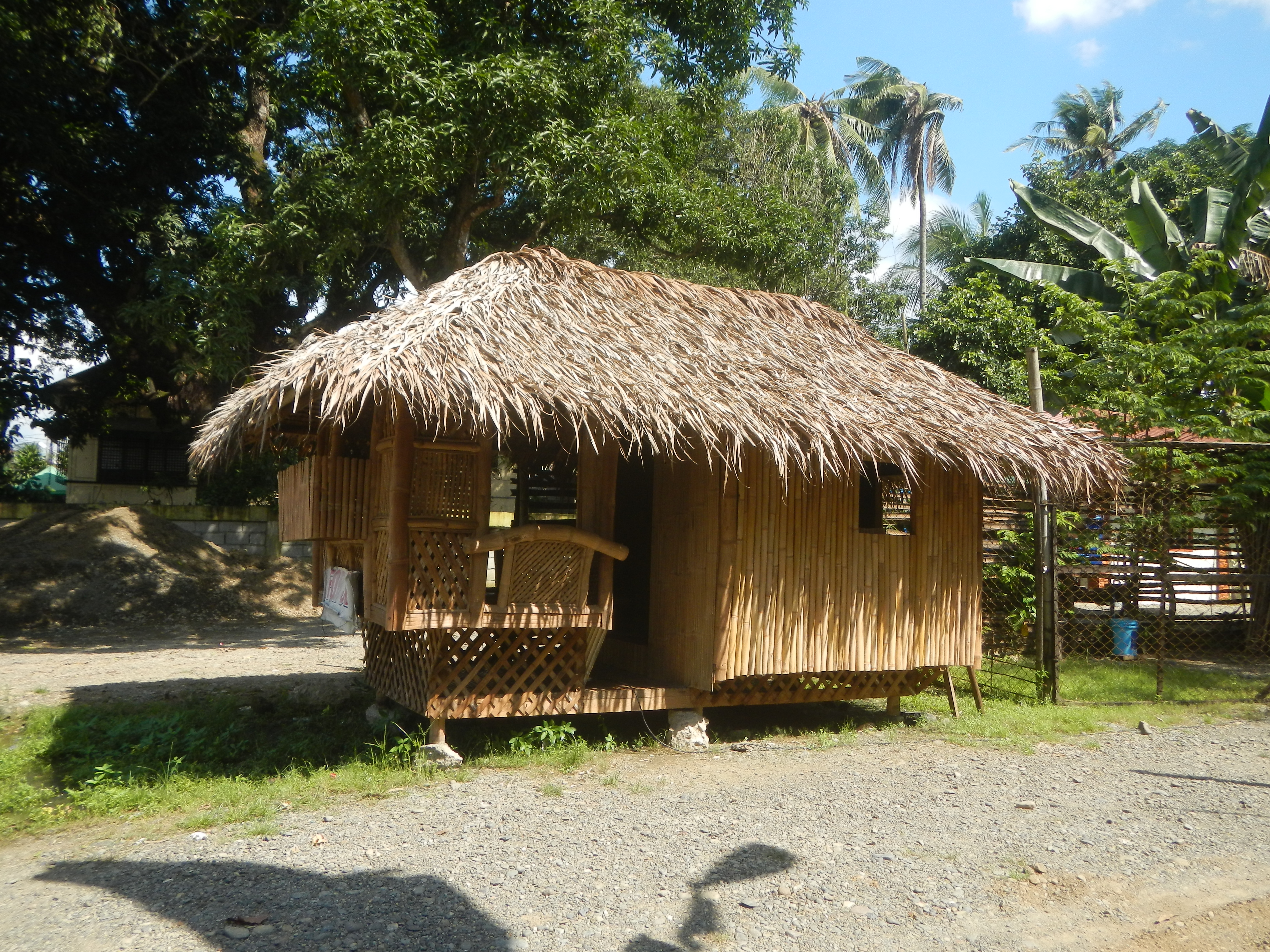
니파야자로 지붕을 올린 집